# Illiasu Shilla
Illiasu Shilla (Tema, 26. listopada 1982.) bivši je ganski nogometaš i nogometni reprezentativac.

## Vanjske poveznice
- Fifa 2006 Profil  Arhivirana inačica izvorne stranice od 7. ožujka 2007. (Wayback Machine)
- Ghana Football Association
- Profil
- Profil  Arhivirana inačica izvorne stranice od 2. siječnja 2013. (Wayback Machine)